# Icsisze Nana
Icsisze Nana (市瀬 菜々; Hepburn: Ichise Nana) (Tokusima, 1997. augusztus 4. –) japán válogatott labdarúgó.

## Klub
2016 óta a Mynavi Vegalta Sendai csapatának játékosa, ahol 37 bajnoki mérkőzésen lépett pályára és 2 gólt szerzett.

## Nemzeti válogatott
A japán U17-es válogatott tagjaként részt vett a 2014-es U17-es világbajnokságon. A japán U20-as válogatott tagjaként részt vett a 2016-os U20-as világbajnokságon.
2017-ben debütált a japán válogatottban. A japán válogatott tagjaként részt vett a 2018-as Ázsia-kupán. A japán válogatottban 15 mérkőzést játszott.

## Statisztika
| Japán válogatott | Japán válogatott | Japán válogatott |
| Időszak          | Mérk.            | gól              |
| ---------------- | ---------------- | ---------------- |
| 2017             | 6                | 0                |
| 2018             | 9                | 0                |
| Összesen         | 15               | 0                |

## Sikerei, díjai
Japán válogatott
- Ázsia-kupa:  Arany; 2018
- U20-as világbajnokság:  Bronz; 2016
- U17-es világbajnokság:  Arany; 2014